# Viola nubigena
Viola nubigena là một loài thực vật có hoa trong họ Hoa tím. Loài này được Leyb. miêu tả khoa học đầu tiên năm 1864.